# Послезавтра
«Послеза́втра» (англ. The Day After Tomorrow) — американский научно-фантастический фильм-катастрофа 2004 года, десятый полнометражный фильм, снятый режиссёром Роландом Эммерихом по мотивам книги 1999 года «Грядущая глобальная сверхбуря» Арта Белла и Уитли Стрибера. В главных ролях — Деннис Куэйд, Джейк Джилленхол, Сила Уорд, Эмми Россум и Иэн Холм. Фильм описывает катастрофические климатические последствия, вызванные нарушением циркуляции в северной части Атлантического океана, в ходе которого серия экстремальных погодных явлений знаменует собой изменение климата и приводит к новому ледниковому периоду.
Первоначально запланированный к выпуску летом 2003 года, он был впервые показан в Мехико 17 мая 2004 года и был выпущен в США 28 мая 2004 года. Фильм имел коммерческий успех, собрав 552 миллиона долларов по всему миру при производственном бюджете в 125 миллионов долларов, став шестым по кассовым сборам фильмом 2004 года. Съёмки проходили в Монреале, и таким образом «Послезавтра» стал самым кассовым голливудским фильмом, снятым в Канаде на момент выхода. Фильм получил смешанные отзывы. Он был номинирован на премию «Сатурн» в категориях лучший научно-фантастический фильм и лучшие спецэффекты.
Теглайн: Где будешь ты?

## Сюжет
На Земле полным ходом идёт глобальное потепление. Но массовое таяние ледников приводит к тому, что температура Мирового океана не повышается, а наоборот, снижается. Климат на Земле начинает меняться. Погодные катаклизмы следуют один за другим:
- выпадение огромных градин в Токио (район Тиёда),
- затяжные ливни,
- многочисленные торнадо в Лос-Анджелесе,
- снегопады в Дели.
- штормовой нагон в Нью-Йорке, который затопил Статую Свободы.

Всё это только начало…
На конференции ООН в Дели Джек Холл, учёный-палеоклиматолог, сообщает, что от антарктического ледника откололся кусок размером со штат Род-Айленд. Он пытается предупредить правительство США о надвигающейся гигантской климатической катастрофе, о наступлении в скором времени нового ледникового периода, но вице-президент Рэймонд Беккер не хочет его слушать, — считается, что климат Земли станет теплее. Профессор Терри Рэпсон, океанограф из Шотландии, поддерживает взгляды Джека, а впоследствии передаёт ему данные, свидетельствующие, что изменения климата начинают происходить слишком быстро.
Вскоре на Лос-Анджелес обрушиваются огромные смерчи, уничтожающие знак Голливуда, разрушающие аэропорт и превращающие в руины даунтаун. Помощники Джека Холла созывают экстренную конференцию, на которой сообщается, что над Канадой обнаружена мощная циркуляция воздуха, в Сибири невероятно быстро падает температура, а в Австралии бушует разрушительный тайфун.
Через какое-то время космонавты, наблюдающие за планетой с МКС, также передают устрашающие данные. На поверхности Земли очень быстро формируются три холодных циклона огромного размера. Центр одного из этих циклонов оказывается смертельным для экипажей трёх вертолётов ВВС Великобритании, — керосин в них замерзает, вертолёты падают, а люди заледеневают, едва высунувшись из вертолётов.
Когда всё небо в северных штатах США заволакивает тучами, начинает идти дождь, довольно быстро переходящий в снег, а температура падает значительно ниже нуля, правительство США решает эвакуировать из южных штатов в Мексику всех, кого ещё можно спасти. Остальные должны переждать «температурное дно» — падение температуры до −100 °C, — хорошо утеплившись в зданиях, пока температура вновь не поднимется выше точки замерзания зимнего авиа- и дизельного топлива, после чего армия США сможет спасти выживших. Такой план эвакуации был предложен Джеком.
Сын Джека Сэм находится в это время в области, которую эвакуировать на момент его нахождения там невозможно. Он и его друзья Лора Чепмэн, Брайан Паркс и Джей Ди застревают в Нью-Йорке, в полузатопленном после накрывшей город огромной приливной волны здании Национальной библиотеки. Сэму удаётся связаться по телефону с отцом, и тот даёт сыну инструкции, как переждать «температурное дно», обещая его спасти. Взяв снаряжение для полярных экспедиций, Джек отправляется в путь по заснеженной пустыне — тому, что осталось от северных штатов США. В это же время жена Джека и мать Сэма, педиатр Люси Холл, отказывается от эвакуации и до последнего остаётся в своём госпитале с лежачими больными, пока их не спасают.
Профессор Терри Рэпсон со своими коллегами-учёными в лаборатории в Шотландии, полностью засыпанной снегом, пытается прожить ещё немного на двенадцатилетнем виски, используемом в качестве топлива. Из-за слишком большого потока людей граница США и Мексики закрыта, и эвакуированные жители США начинают самостоятельно переходить реку вброд. Вскоре образуется огромный палаточный лагерь. Кортеж президента США Блейка гибнет в снежной буре, и в должность вступает вице-президент Беккер.
Джек и его соратники Фрэнк и Джейсон направляются в Нью-Йорк по заснеженным северным штатам. По пути через Пенсильванию Фрэнк проваливается сквозь засыпанное снегом окно галереи «Скай» и жертвует собой, перерезав верёвку, чтобы друзья не упали вместе с ним. Ночью в палатке Джейсон достаёт три кружки, и друзья вспоминают Фрэнка, который был им как отец. Утром Джейсон не выдерживает холода и теряет сознание. Холл продолжает путь, таща Джейсона на санях.
После того, как вода замёрзла, часть людей, укрывшихся в библиотеке, покидают её вопреки уговорам Сэма, намереваясь самостоятельно отправиться на юг. У Лоры развивается сепсис из-за травмы, полученной во время бегства от приливной волны, и Сэм с друзьями в поисках лекарств обыскивают русский корабль «Одесса», заброшенный водой на улицы Нью-Йорка. Найдя что им нужно, они сталкиваются с волками, сбежавшими из зоопарка Центрального Парка. Один из волков кусает Джея Ди, лишая юношу возможности самостоятельно передвигаться. Сэм выманивает волков наружу, а Брайан закрывает дверь, блокируя хищников. Сэм и Брайан кладут раненого Джея на надувную лодку и убегают. Волки остаются на корабле.
В это время глаз суперциклона проходит через Манхэттен, температура резко падает, и здания начинают сверху вниз стремительно покрываться льдом. Видно, как замерзает небоскрёб Эмпайр-стейт-билдинг, а за ним и другие. Сэм с друзьями наперегонки с надвигающимся холодом бегут к библиотеке. Закрыв в последний момент тут же примёрзшую дверь, ребята бросают книги в потухающий камин, чтобы снова разжечь его. В это же время Джек и Джейсон укрываются в заброшенном «Бургер-Кинге», спустившись туда через вентиляцию.
Спустя несколько дней суперштормы утихают. По дороге в Нью-Йорк Джек и Джейсон видят утонувшие корабли, вмерзшие в лёд, полностью заледенелую Статую Свободы и останки замёрзших насмерть людей. Найдя по координатам библиотеку, Джек обнаруживает, что она полностью засыпана снегом. Учёные спускаются внутрь и находят группу Сэма живой. Джек отправляет радиосообщение американским войскам в Мексике.
Рэймонд Беккер, уже президент США, обращается к народу из посольства США в Мексике. Начинается массовая эвакуация выживших — к Нью-Йорку летят военно-транспортные вертолёты, собирая с крыш небоскрёбов тех, кто дождался спасения. Космонавты с борта МКС видят, что поверхность Земли преобразилась, и Северное полушарие планеты почти полностью покрыто ледяными щитами. Один из них говорит: «Смотри, воздух-то какой прозрачный…».

## В ролях
| Актёр            | Роль                                                   |
| ---------------- | ------------------------------------------------------ |
| Деннис Куэйд     | палеоклиматолог Джек Холл                              |
| Джейк Джилленхол | Сэм Холл сын Джека, студент                            |
| Эмми Россум      | Лора Чепмэн подруга Сэма                               |
| Дэш Майхок       | Джейсон Эванс коллега Джека                            |
| Джей О. Сандерс  | Фрэнк Харрис коллега Джека                             |
| Сила Уорд        | доктор Люси Холл педиатр, жена Джека и мать Сэма       |
| Остин Николс     | Джей Ди студент, новый знакомый Сэма и Лоры            |
| Арджей Смит      | Брайан Паркс студент, друг Сэма и Лоры                 |
| Тэмлин Томита    | Джанет Токада метеоролог НАСА                          |
| Саша Ройз        | астронавт Паркер                                       |
| Иэн Холм         | океанограф Терри Рэпсон                                |
| Перри Кинг       | президент США Ричард Блэйк                             |
| Кеннет Уэлш      | вице-президент США Рэймонд Беккер                      |
| Нестор Серрано   | Томас «Том» Гомес администратор NOAA                   |
| Шейла Маккарти   | библиотекарь Джудит сотрудница Национальной библиотеки |
| Гленн Пламмер    | Лютер бездомный у дверей библиотеки                    |
| Эдриан Лестер    | Саймон коллега Рэпсона                                 |
| Ричард Макмиллан | Деннис коллега Рэпсона                                 |
| Кристиан Тессье  | Аарон                                                  |
| Тим Бэгли        | Томми Левинсо                                          |

## Награды и номинации
Перечислены основные награды и номинации. Полный список наград смотрите на IMDb.com.
- 2005 — премия «BAFTA» в категории «Лучшее достижение в области специальных визуальных эффектов»
- 2005 — MTV Movie Awards за лучшую экшн-сцену (сцена разрушения Лос-Анджелеса)